# 有害物ばく露作業報告
有害物ばく露作業報告（ゆうがいぶつばくろさぎょうほうこく）とは、労働安全衛生法等の法令により、事業者に課せられる報告の一つである。2006年（平成18年）4月の改正法施行により新たに設けられたものである。
厚生労働大臣等は、労働安全衛生法を施行するため必要があると認めるときは、事業者等に対し、必要な事項を報告させること等ができるとされていて（労働安全衛生法第100条）、この報告は、報告対象物ごとに、一定期間におけるばく露報告対象物の製造又は消費量が一定以上の事業場ごとに行うこととされ、これらの範囲、報告を行う時期等について厚生労働大臣が告示によって定めることとされている（平成18年2月24日基発第0224003号）。

## 概説
労働現場で使用されている化学物質は極めて多数であり、さらに毎年多数の化学物質が新たに導入されているが、そのうち具体的な法規制がなされているものはごくわずかである。事業場における化学物質の管理は事業者自らが危険・有害性等の調査を行い、その結果について労働者の危険または健康障害を防止するための必要な措置を講ずるよう努めるものとされているが（労働安全衛生法第28条の2）、未規制の化学物質については、その危険・有害性の情報が不足していることなどにより、適切な管理がなされずに労働災害の発生に至る場合が見られている。規則第95条の6はこれら未規制物質を念頭に置いて設けられたものである。政府がばく露状況を把握することで労働者に重い健康障害を及ぼすおそれのある化学物質について、リスク評価を行うことを目的としている。
報告を受け、ばく露レベルが高いと推定される事業場、対象化学物質を特殊な用途や作業に用いている事業場などについて、政府はその作業実態・作業環境に関わる調査を行う。調査により問題となるリスクが確認された場合には、その化学物質について、健康障害防止措置などの導入を検討する。

## 報告対象物
報告対象物は原則として毎年、通知対象物（労働安全衛生法第57条の2、労働安全衛生法施行令第18条の2）の中から選ばれる。
2019年（平成31年/令和元年）の1年間に以下の物質を500kg以上製造、又は取り扱った場合に、2020年（令和2年）1月1日~3月31日までの間に報告しなければならない。
- アスファルト
- エチレングリコールモノ―ノルマル―ブチルエーテル（別名ブチルセロソルブ）
- オルト―クレゾール
- シクロヘキサノン
- 一・一―ジクロロエチレン（別名塩化ビニリデン）
- フルフラール
- メチル―ターシャリ―ブチルエーテル（別名MTBE）
  - いずれも含有率が0.1%未満の場合は報告不要

2020年（令和2年）の1年間に以下の物質を500kg以上製造、又は取り扱った場合に、2021年（令和3年）1月1日~3月31日までの間に報告しなければならない（令和元年12月5日基安発1205第1号）。
- モリブデン化合物（三酸化モリブデンに限る。）
  - 含有率が0.1%未満の場合は報告不要

2021年（令和3年）の1年間は、報告対象物が定められなかったので、報告は不要である。以後、報告対象物は現在に至るまで定められてなく、報告は休止となっている。

## 報告内容
様式第21号の7に示された報告内容は以下の通り。
- ばく露作業報告対象物の名称
- 対象物等の用途
- ばく露作業の種類
- 年間製造・取扱い量
- 作業1回当たりの製造・取扱い量
  - 労働者への化学物質のばく露濃度レベルの推定において、短時間ばく露を評価するため作業1回当たりの製造量又は取扱い量を把握する必要があることから、平成22年1月の改正規則施行により「作業1回当たりの製造・取扱い量」を報告項目として追加するものとしたこと。また、ばく露推定モデル「コントロール・バンディング」の区分を参考に選択肢を設け、当該選択肢から選択して報告するものとしたこと（平成21年12月24日基発1224第5号）。
- 対象物等の物理的性状
- 対象物等の温度
- 1日当たりの作業時間
  - 労働者への化学物質のばく露濃度レベルは、通常1日（8時間）当たりの個人ばく露測定により求められるため、平成22年1月の改正規則施行により「1日当たりの作業時間」を報告項目として追加するものとしたこと。また、ばく露推定モデル「コントロール・バンディング」の区分を参考に選択肢を設け、当該選択肢から選択して報告するものとしたこと（平成21年12月24日基発1224第5号）。
- ばく露作業従事者数
- 発散抑制措置の状況